# Herman Van Isterdael
Herman Van Isterdael (13 december 1947) is historicus en was tot 2013 archivaris afdelingshoofd bij het Algemeen Rijksarchief en Rijksarchief in de Provinciën (achtereenvolgens verbonden aan de archieven van Ronse, Kortrijk en Leuven). Hij behaalde in 1980 zijn licentiaatsdiploma en in 1983 zijn doctorstitel in de geschiedenis aan de VUB. Professioneel inventariseerde hij zeer veel archiefbestanden waaruit tientallen archiefpublicaties volgden. De volledige lijst van zijn publicaties is te vinden op de website van de Koninklijke Bibliotheek van België en eveneens in de catalogus van de bibliotheek van het Algemeen Rijksarchief . Hij is medestichter van de Heemkring Okegem en onder meer auteur van gezinsreconstructies over Okegem, Iddergem, Liedekerke, Denderleeuw, Ninove, Outer (2024, 907 p.), Lieferinge (2024, 256 p.), Woubrechtegem-Sint-Antelinks (2024, 938 p.). In 2012 was hij laureaat van de provinciale prijs van Oost-Vlaanderen voor historisch onderzoek voor genealogie (bronnenstudies) voor zijn studie "Families en personen te Okegem (Ninove) (12e eeuw-1909) en Impegem (Liedekerke) (17e eeuw-1804)". 